# Zijevalica
Zijevalica (artičoka, čelebij nos, teleća glava, teleći nos, karagoj; lat. Antirrhinum) je rod zeljastog bilja iz porodice trpučevki smješten u podtribus Antirrhininae, dio tribusa Antirrhineae.
Pripada mu 27 priznata vrsta iz zapadnog i srednjeg Sredozemlja. U Hrvatskoj rastu dvije vrste velika (A. majus) i  širokolistna zijevalica (A. latifolium)

## Vrste
1. Antirrhinum australe Rothm.
2. Antirrhinum braun-blanquetii Rothm.
3. Antirrhinum charidemi Lange
4. Antirrhinum cirrhigerum (Welw. ex Ficalho) Rothm.
5. Antirrhinum controversum Pau
6. Antirrhinum graniticum Rothm.
7. Antirrhinum grosii Font Quer
8. Antirrhinum hispanicum Chav.
9. Antirrhinum latifolium Mill.
10. Antirrhinum linkianum Boiss. & Reut.
11. Antirrhinum litigiosum Pau
12. Antirrhinum lopesianum Rothm.
13. Antirrhinum majus L.
14. Antirrhinum martenii (Font Quer) Rothm.
15. Antirrhinum meonanthum Hoffmanns. & Link
16. Antirrhinum microphyllum Rothm.
17. Antirrhinum molle L.
18. Antirrhinum mollissimum (Pau) Rothm.
19. Antirrhinum onubense (Fern. Casas) Fern. Casas
20. Antirrhinum pertegasii Rothm.
21. Antirrhinum pulverulentum Lázaro Ibiza
22. Antirrhinum rothmaleri (P. Silva) Amich
23. Antirrhinum sempervirens Lapeyr.
24. Antirrhinum siculum Mill.
25. Antirrhinum subbaeticum Güemes, Mateu & Sánchez-Gómez
26. Antirrhinum tortuosum Bosc ex Vent.
27. Antirrhinum valentinum Font Quer
28. Antirrhinum × albanchezii Mateu
29. Antirrhinum × bilbilitanum Güemes & Mateo
30. Antirrhinum × chavannesii Rothm.
31. Antirrhinum × ferrandopardoi P. P. Ferrer
32. Antirrhinum × inexpectans P. P. Ferrer, R. Roselló, E. Laguna & Güemes
33. Antirrhinum × mazimpakae Fern. Casas
34. Antirrhinum × montserratii Molero & À. M. Romo
35. Antirrhinum × segurae Fern. Casas

## Sinonimi
- Anthirrinum Moench
- Antrizon Raf.
- Orontium Pers.
- Termontis Raf.